# Hans Joachim Berker
Hans Joachim Berker (* 28. März 1924 in Hamburg; † 5. Juli 1992 in Windhoek) war ein namibischer Richter und von 1990 bis 1992 erster Chief Justice.

## Lebensweg
Im Alter von vier Jahren zog Berker mit seiner Familie nach Südwestafrika. Der besuchte er eine Schule in Windhoek. Es folgten Hochschulabschlüsse der Rhodes University in Südafrika (Bachelor of Arts) sowie der Oxford University im Vereinigten Königreich (Bachelor of Laws).
Berker war als liberal bekannt und verachtete die Apartheid. Er verteidigte die Freiheitsbewegung SWAPO in Form von Aaron Mushimba und Hendrik Shikongo.
Zum 1. März 1983 wurde er Judge President ab Obergericht und später am Supreme Court Südwestafrikas. Zur Unabhängigkeit Namibias am 21. März 1990 wurde Berker Chief Justice und damit der höchste Richter im Land. Er hielt diese Position bis zu seinem Tod. 
Berker war mit Marianne Berker, geborene Leis, verheiratet. Mit dieser hatte er die Töchter Katja († 2012) und Christiane.